# ممتاز البحرة
محمد ممتاز البحرة (9 أيار 1938 - 16 كانون الثاني 2017) فنان تشكيلي ورسام كاريكاتير سوري، ينتمي لعائلة دمشقية لكنه ولد في حلب بحكم عمل والده الرياضي والمربي الأستاذ محمود البحرة آنذاك كمفتش لمادة التربية الرياضية في مدينة حلب.
يعدّ أحد رواد الجيل الثاني في الحركة التشكيلية السورية، وكان عضواً بارزاً في مجلس نقابة «الفنون الجميلة» في دمشق وعمل أيضاً مدرساً في معاهد ومدارس سورية.
شارك في جميع المعارض الرسمية في مختلف المحافظات السورية، خارجياً شارك في معرض «ملامح من الفن العربي السوري» في المهرجان العالمي في كوبا في العام /1978/ وفي معرض شخصي في مدينة يريفان في أرمينيا ومن أعماله البارزة العمل البانورامي الضخم لوحة «ميسلون» المعروضة في متحف نصب الجندي المجهول في سفح جبل قاسيون.

## حياته الأسرية
تربى ممتاز البحرة في بيئة دمشقية أرستقراطية محافظة وهو أكبر أخوته، وقد عاشت العائلة أغلب الوقت في منطقة شعبية من مدينة دمشق لتنتقل فيما بعد إلى حي المهاجرين الحديث نسبياً في ذلك الوقت.
كان له من العمر خمسة وعشرون عاماً عندما توفي والده عن عمر لا يتجاوز الواحد وخمسون عاماً فتولى رعاية أخويه، أما وفاة أخيه الأوسط مخلص عن عمر 24 سنة فقد تركت جرحاً عميقاً في نفسه.
متزوج من السيدة فردوس البحرة وله ثلاثة أولاد.

## دراسته
بدأ دراسة الفنون في مصر بالقاهرة إبان الوحدة بين سوريا ومصر مع زملاء سوريون له مثل نذير نبعة وغازي الخالدي ومصريون مثل محمد اللباد لكن وفاة والده في السنة الدراسية الرابعة والانفصال بين الإقليمين السوري والمصري حالا بينه وبين إنهاء دراسته في مصر فبوفاة والده عاد إلى سوريا الأمر الذي اضطره للبدء من السنة الثانية لإكمال دراسته بجامعة دمشق في كلية الفنون الناشئة بعد أن كان قد كاد ينهي دراسته في مصر فتخرج مع دفعة الخريجين الأولى لكلية الفنون اختصاص تصوير فني (رسم فني) حاصلاً على بكالوريوس الفنون الجميلة وكان من المتميزين بدفعته ومن مدرسيه محمود حماد وحسين إسماعيل ومحمود جلال، وسعيد تحسين.

## حياته المهنية

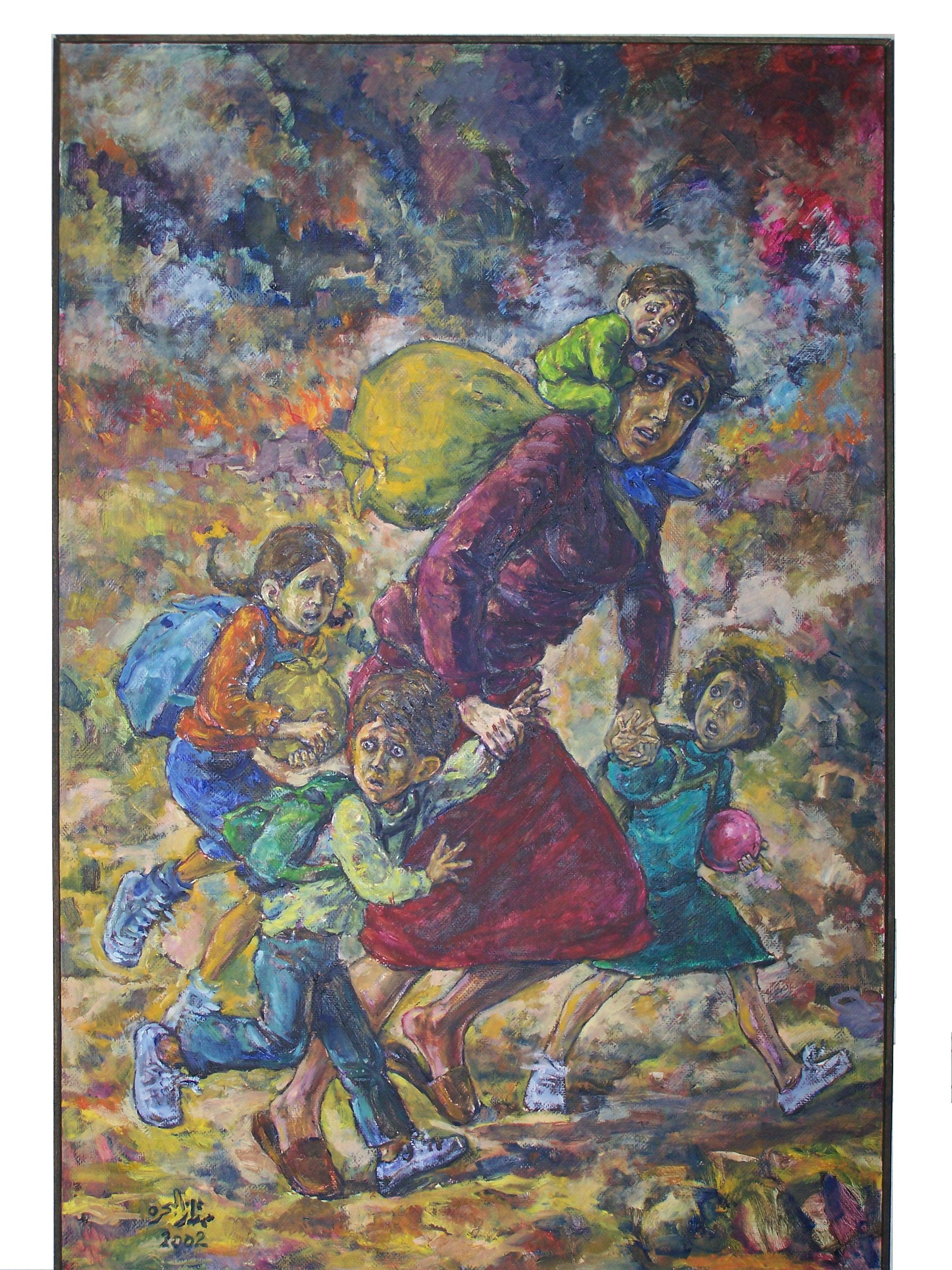
لوحة لممتاز البحرة

بعد التخرج عمل كمدرس للفنون الجميلة لمدة /23/ سنة فبدأ في مدينة الحسكة في شمال سوريا لمدة سنتين في معهد إعداد المدرسين ليعود فيما بعد للتدريس في مدينة دمشق في عدة ثانويات ومعهد إعداد المدرسين لكنه وجد أن من الصعب الجمع بين التدريس وعمله الفني فاستقال مبكراً.
بدأ حياته الفنية في العام /1955/ بممارسة الرسم الصحفي والكاريكاتيري، لذلك يعتبر أحد مؤسسي الرسم الصحفي والكاريكاتيري في «سورية» محاولاً إدخال مفاهيم الفن التشكيلي إليه، وهو أيضاً من أوائل فناني الرسم التعليمي المدرسي في «سوريا» حيث قدّم عدة رسوم توضيحية لمرحلة التعليم الأولى.
وقد كان أول رسام كاريكاتير يُعتقل بسبب رسومه في سوريا حيث صدر حكم ميداني عسكري تعسفي بلا محاكمة بإعدامه مع عدد من المعتقلين السياسيين الآخرين مثل الصحافي نصر الدين البحرة وعباس الصوص وغيرهم وقد ألغي حكم الإعدام قبل تنفيذه بساعات إثر تغلب المجموعة البعثية على الناصريين آنئذٍ في انقلاب 8 آذار.
من الصحف والجرائد التي عمل بها جريدة الصرخة السورية التي كان يصدرها أحمد علوش وجريدة الرأي العام، وجريدة صدى الشام، وصحيفة الطليعي، وجريدة الثورة وفيما بعد جريدة تشرين كذلك عمل بمجلات عدة مثل مجلة المعلمين ومجلة الجندي ومجلة التلفزيون العربي السوري.
في بداية الثمانينات كان قد اعتزل رسم الكاريكاتير بعد أن تعرض لعدة مضايقات وتهديدات من مجهولين طالت عائلته وشخصه بالإضافة لتدخلات من مدراء التحرير لتعديل حدة الكاريكاتيرات إلا أن أحداث الانتفاضة في الأرض المحتلة قد دفعته للعودة مجدداً لعالم الكاريكاتير فقام بتنفيذ معرض كاريكاتيري في دمشق عن الانتفاضة ومعاناة أهلنا في فلسطين والأراضي المحتلة زار عدة مدن عربية وأجنبية.

## أدب الأطفال
يعد من أهم رسامي أدب الأطفال إذ رسم للكتب المدرسية التابعة لـوزارة التربية السورية التي تناقلها الأطفال في السنوات المدرسية الأولى فأحب الأطفال شخصياته باسم ورباب ولعل أكثر ما كان ذا تأثير جلي على الأطفال في سوريا والعالم العربي رسومه للمسلسلات المصورة (الكوميكس) التي أبدع فيها.

### مجلة أسامة
يعد الأب الروحي لمجلة «أسامة» التي أسسها عام 1969 مع الكاتب المسرحي سعد الله ونوس والقاص زكريا تامر، ومؤسس مجلة «الطفل العربي»، الصادرتين عن وزارة الثقافة في دمشق.
فأمتع الأطفال بشخصيات مثل أسامة وشنتير وماجد وسندباد من قصص من ألف ليلة وليلة مع كتاب متميزين مثل زكريا تامر وميشيل كيلو وأسامة دعبول وخيري الذهبي وعادل أبو شنب ورشاد أبو شاور وغيرهم وقد هجر مجلة أسامة بعد أن تولت إدارتها دلال حاتم.
بعد ذلك توجه ممتاز البحرة للعمل في المجلة الأطفال اللبنانية البيروتية «مجلة سامر» حيث قدم عدة مسلسلات لنصوص متواضعة لعادل أبو شنب كما عمل ببعض الصحف المحلية مثل مجلة الطليعي التابعة لمنظمة طلائع البعث.
قام برسم العديد من اللوحات الزيتية إلا أنه مقل بذلك عموماً ومن أهم لوحاته لوحة ميسلون المعروضة في بانوراما الجندي المجهول على سفح جبل قاسيون ومساحتها 25 متر مربع.

## وفاته
توفي في دمشق صباح يوم الاثنين 16 كانون الثاني 2017، عن عمر ناهز الـ79 عاماً، بعد عزلة اختيارية في «دار السعادة» للمسنين لأسباب طبيعية.